# Schefflera candelabrum
Schefflera candelabrum är en araliaväxtart som beskrevs av Henri Ernest Baillon. Schefflera candelabrum ingår i släktet Schefflera och familjen araliaväxter.
Artens utbredningsområde är Nya Kaledonien. Inga underarter finns listade.